# Ružomberok
Ružomberok (tysk Rosenberg, ungarsk Rózsahegy, polsk Rużomberk) er en by i regionen Žilina i det nordlige Slovakiet. Byen har et areal på 126,72 km² og en befolkning på 29.979 indbyggere (2005).

## Eksterne links
- Officielle hjemmeside

- Wikimedia Commons har flere filer relateret til Ružomberok